# صموئيل كراوس
صموئيل كراوس (بالمجرية: Krausz Sámuel) هو حاخام مجري، ولد في 18 فبراير 1866 في Ukk ‏ في المجر، وتوفي في 4 يونيو 1948 في كامبريدج في المملكة المتحدة.